# Rowlandite-(Y)
La rowlandite-(Y) è un minerale.